# Théâtre gréco-romain de Marina di Gioiosa Ionica
Le Théâtre gréco-romain de Marina di Gioiosa Ionica (ville métropolitaine de Reggio de  Calabre), en Calabre représente l'un des exemples les plus significatifs de transition entre le théâtre grec et le théâtre romain. Le bâtiment témoigne en effet de la transition progressive entre le type du théâtre grec traditionnel et les formes évoluées du théâtre romain, non plus adossé ou creusé dans une colline, mais construit dans des bâtiments. Le bâtiment, datant du IIe siècle av. J.-C., a été découvert en 1883 et mis au jour grâce aux fouilles de la Surintendance de Bruzio et Lucanie conclues en 1925,.

## Description
Le théâtre antique, construit en pierre calcaire et en brique, a une forme semi-circulaire et sa cavea est ouverte vers la mer. À l'origine, la salle contenait probablement vingt rangées de sièges, dont seulement dix ont été conservées, constituées de murets sur lesquels reposent des dalles de pierre et de terre cuite, ce qui portait la capacité totale à environ 1 200 places. Le mur du pulpitum, qui soutenait l'ancienne scène, présente une alternance de cavités semi-circulaires et rectangulaires, et sur ses côtés se trouvent deux petits escaliers visibles.
Le théâtre, s'élevant sur un terrain plat, a été construit sur un aggestus de terre et de sable, lequel, à l'extérieur, plus haut que le plan de construction, a subi une rupture structurelle qui a provoqué l'effondrement de la partie supérieure de la cavea. Seule une partie du coin inférieur du mur extérieur a survécu à l'effondrement qui avait, outre sa fonction d'analemme, également celle de contenir la terre le long du périmètre de la pente artificielle.